# Cloob
Cloob.com — социальная сеть с интерфейсом на персидском языке, наиболее популярная в Иране. После блокировки популярной сети Orkut несколько социальных сетей, в том числе Cloob, были созданы для заполнения ниши.
У пользователей есть доступ к следующим сервисам: внутренняя электронная почта (для определенных друзей, групп друзей и членов сообществ), сообщества и общие обсуждения (клубы), личные фотоальбомы и альбомы сообществ, архив статей для сообществ, чаты для сообществ, блоги, база резюме и предложений работы, виртуальные деньги (под названием «coroob»), книга денежных поступлений и трат для пользователя, онлайн-магазины товаров и услуг, вопросы и ответы, обмен ссылками и контентом, новости, расширенные настройки разрешений.
Некоторые сервисы требуют оплаты виртуальными деньгами. Например, расширенный поиск в обсуждениях сообществ, расширенный поиск анкет пользователей, список посетивших анкету пользователя и т. п. Также возможны виртуальные денежные переводы между пользователями.
Cloob был запрещен цензурой правительства Ирана 7 марта 2008 года (во время парламентских выборов). Но затем, как объявило руководство сети, «нелегальный контент» был удален и доступ в социальную сеть восстановили 29 апреля 2008 года. Ещё одна блокировка произошла 25 декабря 2009 года.